# 吳芾
吴芾（1104年—1183年），字明可，自号湖山居士，台州仙居人，南宋官員。

## 生平
崇寧三年（1104年）出生。绍兴二年（1132年）壬子科张九成榜進士。擔任删定官，迁秘书省正字，乐清县尉。与秦檜是舊識，秦檜权势熏天，二人見面如不相識，吴芾揭露秦檜賣國行為。秦檜使人罷免吴芾，出京通判处州（今浙江丽水）、婺州（今浙江金华）、越州（今绍兴）三州。處州百姓苦於丁絹錢太重，吴芾减少丁絹錢，用新增丁口補足缺額。秦桧死后，为處州知府。曾建议高宗亲征，驻跸建康（今南京），“以系中原之望”。绍兴三十年（1160年），以集英殿修撰出知婺州。绍兴三十一年（1162年），调任两浙东路安抚使，驻越州。三十一年，擔任监察御史，迁殿中侍御史。孝宗即位，知绍兴府，乾道元年（1165年），调任刑部侍郎，升给事中，乾道三年（1167年）改吏部侍郎，以敷文阁直学士身份知临安府兼任两浙东路安抚使。以事提举太平兴国宫。起知太平州。乾道六年（1170年），以龙图阁直学士致仕，修小西湖于后里吴，淳熙五年逸老於休休堂，淳熙十年（1183年）卒，朱熹作《神道碑铭》。嘉泰三年（1203）賜謚康肅，勒碑。碑今尚存，在仙居縣官路鎮後里吳村。有《湖山集》十卷。

## 家族
有子吳津、吳洪、吳沃、吳洎、吳深。

## 延伸阅读
[在维基数据编辑]
 《宋史·卷387》，出自脱脱《宋史》